# Saint-Georges-de-Baroille
Saint-Georges-de-Baroille là một xã trong tỉnh Loire miền trung nước Pháp.